# Mitsuhiro Ichiki
Mitsuhiro Ichiki (市来 光弘 Ichiki Mitsuhiro?,  Prefectura de Kagoshima, Japón, 10 de enero de 1982) es un actor de voz japonés, afiliado a Mausu Promotion. Ha participado en series como Another, Angel Beats!, Maria-sama ga Miteru y Kaichō wa Maid-sama!, entre otras. 
El 9 de marzo de 2015, anunció su matrimonio con su colega y también actriz de voz, Nana Inoue. El 15 de junio de 2017, la pareja le dio la bienvenida a su primer hijo.

## Filmografía

### Anime
- Angel Beats! como Takeyama
- Another como Tomohiko Kazami
- Bleach como Yukio Hans Vorarlberna
- Dance in the Vampire Bund como Hikosaka
- Fate/stay night: Unlimited Blade Works como Gai Gotō
- Freezing como Kazuya Aoi
- Freezing Vibration como Kazuya Aoi
- Garasu no Kantai como Pierre
- Gon como Yan, el elefante
- Hetalia The Beautiful World como Picardy
- Hyakko como Kitsune Kageyama
- Jinsei como Shinichirō Kōzuki
- Kaichō wa Maid-sama! como Naoya Shirakawa
- Kyōkai no Rinne como Usui
- La Ley de Ueki como Yasokichi Yamada
- Log Horizon (2014) como Camaysar
- Magikano como Haruo Yoshikawa
- Maria-sama ga Miteru como Yūki Fukuzawa
- Minami no Shima no Chiisana Hikouki Birdy como V
- Oniichan no Koto Nanka Zenzen Suki Janain Dakara ne!! como Daigo Kurosaki
- Osake wa Fūfu ni Natte kara como Sora Mizusawa
- Persona 4 como Shū Nakajima
- Sasaki to Miyano como Gonsaburō Tashiro
- School Rumble como Hiroyoshi Asou
- Sora o Kakeru Shōjo como Yupi-tan
- Special A como Atsushi Hanazono y Oogawara
- Tayutama: Kiss on my Deity como Hou
- Touken Ranbu: Hanamaru como Yamatonokami Yasusada

### OVAs
- Maria-sama ga Miteru como Yūki Fukuzawa
- School Rumble - Clases Extra como Hiroyoshi Asou

### Especiales
- Maria-sama ni wa Naisho como Yūki Fukuzawa

### CD dramas
- BareSuta Third como Amagase Shou

### Videojuegos
- Atelier Meruru: The Alchmist of Arland 3 como Lias Falken
- Fire Emblem: Awakening como Donnel/Donny, Reflet (Male)
- Fire Emblem If como Hinata y Hisame
- Root Double -Before Crime * After Days- como Natsuhiko Tenkawa
- Super Smash Bros. como Reflet (Male)
- Touken Ranbu como Yamatonokami Yasusada